# 漢民路
漢民路（Hanmin Rd.）為台灣高雄市小港區的道路之一，命名源自國民政府年代三大巨頭之一的胡漢民。起端於大業北路口接台機路，末端止於松金街口。
漢民路是小港區商業行為最密集的一條路。因位屬於小港精華區，所以週邊有許多商店及住宅區，近年來隨著外來的人口遷移至此，導致漢民路商業越來越發達，高市府近年來整頓漢民路的人行道及增闢漢民公園滿足當地居民的生活需求，近年來此路的商業有逐漸往東發展的趨勢。約十年前這邊還是一片甘蔗園還沒那麼多人居住，後因完善的文教區（如漢民國小、中山國中、小港高中以及具有教育設施之稱的高市立社教館）讓人口迅速逐年增長，房價也相當抗跌，其中以附近居民及學生還有中鋼員工為主要消費主力；所以沿路的店家食衣住行育樂皆完善有小都市之稱，2008年高雄捷運通車後，漢民路旁的小港捷運站更容易與市中心接軌，也因如此小港區人口有逐年攀升的趨勢，但也因為這樣漢民路及鄰近主幹道的壅塞日益嚴重。另外，當地人稱此路為漢民商圈（起沿海漢民路口-小港醫院止）並往東延伸。

## 沿線設施
（由西至東）
- 台灣中油二苓站
- 小北百貨高雄漢民店
- 小港區漁會
- 寶雅小港漢民店
- 高雄市立中山國中
- 漢民公園
- 高雄市立漢民國小
- 元大商業銀行小港分行
- 高雄市立小港醫院
- 順發3C量販小港店
- 家樂福超市小港漢民店

## 公車資訊
- 港都客運
  - 30 小港站－長庚醫院
  - 69 小港站－高雄火車站
  - 紅2 捷運小港站－鳳鼻頭
  - 紅3 捷運小港站－林園區公所
  - 紅5 捷運小港站－中智路郵局
  - 紅8 捷運小港站－大寮區公所
  - 紅毛港航線專車 捷運小港站－紅毛港文化園區
- 東南客運
  - 62 小港站－大坪頂
  - 紅1 捷運小港站－國立高雄餐旅大學
  - 大坪頂社區巴士 捷運小港站－大坪頂
- 高雄捷運紅線
  - 捷運小港站

## 公共自行車
- 高雄市公共自行車租賃系統：
  - 漢民宮安街口：漢民路/宮安街口(西南側)
  - 捷運小港站(3號出口)：沿海一路/漢民路(東南側)
  - 中山國中(漢民路)：漢民路327號(對面)
  - 漢民公園(漢民路)：漢民路427號(對面)
  - 小港醫院：山明路445號(對面)